# Halichoanolaimus duodecimpapillatus
Halichoanolaimus duodecimpapillatus är en rundmaskart som beskrevs av Timm 1952. Halichoanolaimus duodecimpapillatus ingår i släktet Halichoanolaimus och familjen Choniolaimidae. Inga underarter finns listade i Catalogue of Life.